# ウクレレえいじ
ウクレレえいじ（1967年1月18日 - ）は、日本のお笑いタレント、俳優、演奏家、ウクレレ奏者。三重県出身。本名：竹内 栄二（たけうち えいじ）。旧芸名：竹内えいじ、ラヴえいじ。落語協会所属。かつては浅井企画・劇団WAHAHA本舗（WAHAHA商店）に所属していた。

## 略歴
1990年に病院のロビーで披露した二人芝居が芸能活動の始点であり、1991年に俳優を志し劇団東京乾電池へ入団。柄本明の付き人をしながら本格的に俳優活動を始める。
1994年より、お笑いグループ「ラヴ兄弟」の主要メンバー「ラヴえいじ」として、ラヴまさお（現在は芸人を引退、地域セキュリティアドバイザーでVIA所属のボディーガード栗林寿行）とともに活動。「ラヴ兄弟」としては浅井企画に所属していた。
「ラヴ兄弟」は変則的なコントユニット・グループであり、最初のメンバーはラヴえいじ（ウクレレえいじ）、ラヴまさお（栗林寿行）、ラヴよしお（スギタヒロシ）、ラヴかつお（ヒロム）。その後メンバーが入れ替わり、ラヴみつお（アントニオ小猪木）、ラヴほたる（長州小力）、ラヴぽんち（佐々木孫悟空）らも在籍していた（いずれも現在は西口プロレスで活躍している）。
2000年に「ラヴ兄弟」を解散。その後、ジャズピアニストである山下洋輔の6人目の門下生となり、芸名を現在の「ウクレレえいじ」に改名。2001年、雷波少年（日本テレビ）内のコーナー「あゝ日本海、ウクレレ夫婦旅」に出演し、2002年にはフォーライフ・レコードからシングル『葉津紀』をリリースし、歌手デビュー。
2003年より、WAHAHA本舗（WAHAHA商店）所属となる。2004年、シドニー・オペラハウスにて開催されたイベント「ジャパン・ナイト」に出演し、ウクレレ漫談を披露。また、同年より開催された「博士と助手〜細かすぎて伝わらないモノマネ選手権〜」の第1回大会に出演。その際に披露した牧伸二の物真似が絶賛された事をきっかけに、以降コンスタントに番組へ出演するようになる。
2006年、みうらじゅん、安斎肇、リリー・フランキーと共にイベントを開始。みうらじゅんより『人間僕宝』に認定された。
2008年8月、ビクターエンタテインメントから初のフルアルバムとなる『ウクレレ番外地』をリリース。また、同年9月に「細かすぎて伝わらないモノマネ選手権」第13回大会にて優勝を飾った。
2010年、阿部正良と動画製作ユニット『必死プロ』を設立。2011年にはYouTubeアカウントを立ち上げ、自身が脚本・主演を務める短編映画・コント・ウクレレ弾き語りなどの動画制作に励んでいる。
2023年より落語協会準会員を経て正会員となり、同協会の定席寄席に出演している。落語協会では林家彦いち一門の内輪として加わっている。
2024年、第27回みうらじゅん賞を受賞。

## 人物・エピソード
- 本業はウクレレ演奏と漫談。ウクレレはスタンダードから邦楽・民謡、洋楽、即興演奏からオリジナル曲など豊富なレパートリーを持ち、主に舞台やライブ、営業で披露しているほか、ハワイへライブツアーに行った事もある。
- 商売道具のウクレレはオーダーメードで、専門の職人に特注している。
- 牧伸二やケーシー高峰など若年層には分からないマニアックなモノマネを披露することがあり、『細かすぎて伝わらないモノマネ選手権』では2008年9月25日放送の第13回で優勝している。また、「マニアックでごめんネ!」というフレーズをブリッジにしたモノマネメドレーもやっており、2008年発売のCDにも収録されている。

## 出演

### テレビ
- 雷波少年（日本テレビ）
- とんねるずのみなさんのおかげでした（フジテレビ）
- 北野タレント名鑑（フジテレビ）
- きよしとこの夜（NHK総合）
- うたばん（TBSテレビ）
- ザ・イロモネア（TBSテレビ） ※『ゴールドラッシュ』に出演、イロモネア出場権獲得。ファイナルステージ進出経験あり。
- 超最先端エンタメ情報番組 TOKYOブレイクする〜!（BS11）
- 内村プロデュース（テレビ朝日）
- 東京金歯・東京金歯(笑)（BSフジ）
- エンタの天使（日本テレビ） - キャッチコピーは「愉快人!二十面奏」
- お笑いDynamite!（TBSテレビ）- キャッチコピーは「陽気なハワイアン」
- インターネットTV「すもも」（MOPAL）
- みうらじゅんのマイブームクッキング（食と旅のフーディーズTV）
- インターネットTV「ビキニ伝説もんろーもんろー」（MOPAL）
- モエヤンの「ありがとうごじゃいます」（あっ!とおどろく放送局、2011年8月15日）
- 笑点 特大号（BS日テレ、2016年2月17日）
- 連続テレビ小説 ひよっこ 第100回（NHK総合、2017年7月27日） - 牧伸二 役（第116回も出演）
- みうらじゅんのグレイト余生映画ショー in 日活ロマンポルノ（衛星劇場 2022年8月 - 2024年3月）
- みうらじゅんのザ・チープ（衛星劇場 2024年5月 - ）

### ラジオ
- 安斎肇とみうらじゅんのTR2（J-WAVE）
- 春風亭昇太のオールナイトニッポン（ニッポン放送）

### 映画
- 冬の幽霊たち〜ウインターゴースト（2004年）
- ウクレレ哀歌（2011年）- 主演
- アロハ慕情（2012年）- 主演
- 大怪獣モノ（2016年）- 小田事務次官 役
- 変態だ（2016年）- 本人 役
- 三大怪獣グルメ（2020年）- 酔っ払い 役[5]
- タヌキ社長（2022年）[6]
- 電エースカオス（2023年12月22日、エクストリーム）[7]
- 日本で一番恐くない間取り（2024年7月5日、ライツキューブ）[8]

### オリジナルビデオ
- 電エースキック（2019年、リバートップ）
- 電エースウェディング（2020年、リバートップ）※電エースキックの結末差し替えバージョン

## 作品集

### CD
- 葉津紀（2002年4月3日、FLCF-7021）
  - 葉津紀／ヒマソング／ウクレレじょんがら節～佐渡おけさ／葉津紀（Instrumental）
  - フォーライフ・レコードからリリースされた、4曲入りシングル。
- ウクレレ番外地（2008年8月6日、VICL-62868）
  - まゆげがナイと／Hey! ケーシー／ワイキキの女／デスハワイ／なまはげハワイアン／鏡の前のつぶやき／おこめマイム／レレレソング／愛の双体道祖神（Bonus Track）
  - ビクターエンタテインメントからリリースされた、初のフルアルバム。前述の曲に加え「マニアックでごめんネ! ～お茶の間LIVE」と題したものまね音源を含んだ99曲が収録されている。

### 参加作品
- ウクレレ・ビートルズ ～4弦はアイドル～（2003年7月24日、PICL-1273）※「in my life」で参加。
- ウクレレ・ウルトラマン（2006年4月5日、GNCL-1060）※勝誠二と共に「 恐怖の町（怪奇大作戦）」で参加。
- ウクレレ・レノン（2006年9月27日、GNCL-1094）※「jealous guy」で参加。
- ウクレレ・北の国から（2007年2月7日、GNCL-1104）※勝誠二と共に「シュウのテーマ」で参加。

### DVD
- 笑ってマスター!ウクレレえいじのもっと楽しいウクレレ（2008年6月20日、VWD-336）